# Vochysia pumila
Vochysia pumila är en tvåhjärtbladig växtart som beskrevs av Johann Baptist Emanuel Pohl. Vochysia pumila ingår i släktet Vochysia och familjen Vochysiaceae. Inga underarter finns listade i Catalogue of Life.